# Stade des Abbassides
Le stade des Abbassides (en arabe : ملعب العباسيين) est un stade de football situé à Damas en Syrie construit en 1956. Il sert de terrain de compétition des clubs locaux de la ville: Al-Jaish et Al-Wahda. 

## Historique
Le stade a fait l'objet de plusieurs travaux de rénovation en 1976, en 1992 et en 2011 qui a vu sa capacité d'accueil augmenter pour contenir 45 000 places.
En 2001, le pape Jean-Paul II, en visite officielle en Syrie, a célébré dans ce stade une messe devant quelques dizaines de milliers de fidèles,.
Depuis 2011, du fait de la guerre civile et des sanctions internationales, le stade n'est plus utilisable pour des matchs internationaux,,.